# Coenosia mimilongipeda
Coenosia mimilongipeda este o specie de muște din genul Coenosia, familia Muscidae, descrisă de Li, Feng și Xue în anul 1999.
Este endemică în Yunnan. Conform Catalogue of Life specia Coenosia mimilongipeda nu are subspecii cunoscute.